# Ховен, Христофор Христофорович
Барон Христофо́р Христофо́рович Ховен (рус. дореф. Баронъ Христофоръ Христофоровичъ Ховенъ, нем. Otto Hermann Christopher von der Howen; 3 апреля 1795, Курляндия и Семигалия — 20 апреля [2 мая] 1890, Гробинский уезд, Курляндская губерния) — русский государственный деятель, генерал от инфантерии (1869), сенатор, военный топограф .

## Биография
Отто Герман Кристофер фон дер Ховен родился 3 апреля 1795 года в дворянской семье в Герцогстве Курляндия и Семигалия, ныне Латвийская Республика. Был лютеранского вероисповедания. 15 (26) апреля 1795 года герцогство присоединено к Российской империи. Начиная с 1821 года Христофор Христофорович Ховен именован бароном в патентах на чины и грамотах на ордена. Определениями Правительствующего Сената, от 10 (22) июня 1853 года, 5 (17) сентября 1855 года и 28 февраля (12 марта)  1863 года, и Высочайше утвержденным 20 декабря 1865 года (1 января 1866 года) мнением Государственного Совета за курляндской дворянской фамилией фон дер Ховен признан баронский титул.
На службу поступил 22 февраля (6 марта) 1814 унтер-офицером первого кадетского корпуса, откуда 10 (22) февраля 1814 выпущен прапорщиком в 16-ю артиллерийскую бригаду.
После переселения в 1812 году татарского населения из Бессарабии в Турцию правительство, желая заселить вновь приобретенную область болгарами и колонистами-немцами, назначило особую партию топографов для предварительного размежевания и топографической съёмки опустевшей области; но так как дело туго подвигалось вперёд, то начальник партии топографов полковник Александр Осипович Корнилович ходатайствовал в 1816 году о командировании ему в помощь прапорщика барона Ховена.
Посвятив себя обучению крайне мало сведущих в то время землемеров топографическим съёмкам планшетами и вычерчиванию гор по новой тогда системе Лемана, Ховен приобрёл известность как весьма способный геодезист.
С 5 (17) августа 1817 по 3 (15) октября 1820 производил военно-топографическую съёмку в Бессарабии, особенно Буджака (так называли турки южную часть этой области), за что в апреле 1818 года Александр I произвёл Ховена в подпоручики и определил в свою свиту по квартирмейстерской части. Кишиневский знакомый Александра Сергеевича Пушкина; виделись с Пушкиным «почти каждый вечер».
В 1819 году преподавал геодезию в Московском училище колонновожатых. Вскоре, как незаменимый специалист, был переведён в штаб 2-й армии для обучения геодезии 15 мальчиков-кантонистов, успехи которых натолкнули царя на мысль о создании особого корпуса топографов, который и был основан в 1822 году.
Продолжая свои преподавательские занятия с топографами, барон Ховен перешёл на практические упражнения и в течение 1823 и 1824 годов проводил съёмку в Подольской, Херсонской и Таврической губерниях, занимался организацией прокладки дорог на южном берегу Крымского полуострова. За успехи 20 января (1 февраля) 1825 был произведён в штабс-капитаны в Гвардейский генеральный штаб и назначен начальником тригонометрических съемок в Киевской губернии.

### Во время Восстания декабристов
В сборнике «Императорская Россия в лицах и фактах, выпуск 4» приведён следующий случай:

«После известного доноса капитана Майбороды в Тульчино 13 декабря 1825 года прибыл для разборок генерал Александр Иванович Чернышёв (1785—1857). Он договорился с командующим 2-й армией Петром Христиановичем Витгенштейном о принятии необходимых мер против заговорщиков, и уже 14 декабря был арестован вызванный в штаб полковник П. И. Пестель.
15 декабря Чернышёв и генерал П. Д. Киселёв отправились в Линцы для изъятия бумаг Пестеля, а также арестовали там нескольких офицеров.
Но сам Киселёв был у властей под подозрением, поэтому одновременно полковник барон Христофор Христофорович фон дер Ховен по приказу Чернышёва изъял бумаги Киселёва у него дома и принёс их Витгенштейну. Витгенштейн был вообще добрым человеком, он хорошо относился к Киселёву и был огорчен находками: „Он погиб, наш бедный Киселёв! Он пойдет в Сибирь“. Фон дер Ховен сказал: „Можно его спасти“. Витгенштейн удивился: „Но каким образом?“ Ховен был краток: „А вот так“, — сказал он и бросил пачку бумаг в камин.

П. Д. Киселёв никогда не забывал этой услуги фон дер Ховена и всегда в дальнейшем поддерживал его.»

### В царствование Николая I
В 1826 году составил подробную карту южной части России.
В 1827 году осуществлял военно-топографическую съёмку в Киевской губернии.
С 1828 по 1830 год — начальник топографов при Главном штабе второй армии. Сформировал особый эскадрон топографов, организовал походную чертёжную с геодезическим и литографическим оборудованием, что содействовало успеху русской армии во время войны с Турцией.
В мае 1828 года во время обложения крепости Браила он под сильнейшим неприятельским огнём произвёл съёмки окрестностей осаждаемой крепости и рекогносцировку переправы через Дунай, необходимую для нашей армии. Император Николай I, убедившись в необыкновенной точности этих работ и огромной пользе, которую они оказали при переправе через Дунай и взятии крепости, лично поблагодарил Ховена и щедро осыпал его милостями, среди которых был орден Святой Анны 3-й степени с бантом. Также барон Ховен произвёл съёмки окрестностей города Шумлы и Балканских гор с проходами в них, Варны и других крепостей.
Воспользовавшись оплошностью турецкой армии, оставившей горные проходы без прикрытия, барон Ховен вместе со своими топографами, переодетыми в турок, провёл несколько зимних месяцев в Балканских горах; терпя всевозможные лишения и находясь в постоянной опасности быть узнанным, он ввиду неприятеля произвёл подробные рекогносцировки всей горной страны и проходов. Результатом его пребывания в горах была превосходная топографическая карта и обстоятельное описание секретно исследованной страны. Основываясь на работах барона Ховена, русская армия быстро и беспрепятственно двигалась к крепости Силистрии и другим городам. За эту рекогносцировку Ховену была пожалована золотая шпага с надписью «За храбрость».
По заключении Адрианопольского мира (в 1829 году) на барона Ховена была возложена съёмка Болгарии и Румелии. Эту работу он закончил в октябре 1830 года и в то же время составил топографическую карту Европейской Турции на основании астрономических пунктов, определённых в том же году чинами Генерального штаба. Эти работы, как и последующие топографические съёмки Кавказских гор, исполненные при постоянной опасности для жизни со стороны диких горцев и давшие в результате весьма подробную топографическую карту Кавказского края, приобрели барону Ховену громкое имя среди специалистов этого дела и монаршее благоволение, выразившееся, между прочим, в 12-летней аренде в 1 200 рублей.
В 1831 году был откомандирован к остзейскому генерал-губернатору генерал-лейтенанту П. А. Палену на должность начальника штаба для ведения военных действий против литовских повстанцев. Затем был назначен начальником штаба при генерал-майоре Ширмане 1-м; преследовал бригаду генерал-майора Антония Гельгуда от Шавли до прусской границы.
С августа по ноябрь 1831 года являлся начальником кордонной линии на прусской границе от Юрбурга до Палангена. Занимался поимкой повстанцев.
В ноябре 1831 года был откомандирован в Кёнигсберг и другие города Восточной Пруссии «для отыскания расхищенных мятежниками топографических карт Варшавского Депокарта и для разъяснения бежавшим в Пруссию полякам точного смысла всемилостивейшего манифеста».
С марта по октябрь 1833 года — начальник 3-го отделения Военно-топографического депо.
В 1833 году назначен обер-квартирмейстером Отдельного Кавказского корпуса, неоднократно исполнял должность начальника штаба.
В 1836 году произведён в генерал-майоры.
6 (18) декабря 1836 за беспорочную выслугу 25 лет в офицерских чинах был награждён орденом Святого Георгия 4-й степени (№ 5384 по списку Григоровича — Степанова).
С мая 1838 года по апрель 1841 года — начальник штаба Отдельного Сибирского корпуса. Проводил топографические исследования Зауралья. Состоял при военном министре (апрель — июль 1841 года).
С июля 1841 года по декабрь 1848 года — воронежский губернатор.
6 (18) декабря 1847 произведён в генерал-лейтенанты.
С декабря 1846 года по 29 марта (10 апреля) 1848 — новгородский губернатор.
Указом императора Николая I от 17 (29) марта 1848 назначен гродненским губернатором. В должность вступил 6 (18) апреля 1848. Деятельность Ховена была направлена на укрепление православия в Гродненской губернии. Вероятно, не без предварительных переговоров с гродненским епископом Игнатием вошёл с представлением к литовскому генерал-губернатору о передаче Бернардинского костёла с монастырскими зданиями в ведомство православного исповедания. Он писал:

Обращаясь затем к закрытому Бернардинскому монастырю, я нахожу, что он прежде всего никогда не имел прихожан и только в весьма недавнее время отделено от Гродно Фарного костёла около 3 тыс. прихожан и таковые причислены к Бернардинскому, из этого ясно видно, что более века необходимость в таком отчислении не была не состоятельна, при том, в самом г. Гродно имеется много католических костёлов, небогатых прихожанами, так что даже распределение между ними и бернардинских прихожан не было бы тягостью. Но, не желая, каких либо стеснений, я увидел не только возможность, но и важное удобство в назначении вместо Бернардинского костёла для поименованных прихожан, находящихся ныне в казённом ведомстве Гродненского Кармелитского монастыря, с перенесением в одну из Бернардинского всех костельных принадлежностей. Как известно Вашему высокопревосходительству, в зданиях Кармелитского монастыря имеют быть помещены исправительные арестанские камеры, но кроме того, внутри его остается ещё целый огромный дом с надворными строениями и экономическими заведениями, совершенно не занятым, костел же и монастырь находятся в удовлетворительном состоянии и требует весьма мало поправок; следовательно, с перенесением храма из Бернардинского в Кармелитский костёл, который теперь стоит пустой, католический причт найдет отличное помещение и другие выгоды, а между тем, таким образом, бывший Бернардинский монастырь, расположенный на живописном месте, замечательный своей громадностью, архитектурой, сделался бы во всем своем составе собственностью православного духовенства и вместе с тем богатым для него приобретением. Может быть, из сего костёла возродилась бы великолепная православная церковь с небольшими для того издержками, которая назвалась бы и кафедральною, в монастырских зданиях устроились бы духовное училище или семинария. При этом нельзя упустить из виду, что мужской православный монастырь на Коложе, что возле самого г. Гродно, ныне совершенно разрушается, будучи подмытый р. Неман, так что нет средств и поддержать его, почему прямо предоставляется необходимость перенесения его со всем причтом в другое место, служить прекрасным местом для удовлетворения сказанной нужды, так как при образовании училища, или при перенесении Коложского монастыря во вновь ныне занятое помещение здешнего викарного епископа, таковое оказалось бы недостаточно для подобного рода заведения, а потому сделалось необходимым строить новые здания, весьма дорогостоящие.

В губернаторском отчёте за 1855 год отмечалось, что

на укрепление берега под Коложской церковью для сохранения этой святыни в остающемся доселе здании потребно 6 тыс. руб.

В 1849 году Ховен разрешил лютеранской общине произвести в Гродно членами общины сбор средств на восстановление сгоревших 25 марта (6 апреля) 1849 школы и жилья учителей.
Современники свидетельствуют, что Ховен «в деятельности губернаторской (Воронеж, Гродно, Новгород) был настоящим хранителем законности и беспощадным врагом произвола как чиновничьего, так и помещичьего».
О Х. Х. Ховене в своих «Воспоминаниях» пишет Н. П. Макаров.

### В царствование Александра II и Александра III
Уволен с должности царским указом от 3 (15) мая 1856 с разрешением занимать должность в Сенате.
В 1869 году произведён в чин генерала от инфантерии.
В последние годы своей служебной деятельности состоял вице-председателем Комитета по строительству храма Христа Спасителя в Москве.
Барон Христофор Христофорович Ховен умер 20 апреля (2 мая) 1890 года в своём имении мыза Орданген Прекульнской волости Гробинского уезда Курляндской губернии, ныне мыза не существует, её территория входит в Бункскую волость Южно-Курземского края Латвийской Республики.

## Награды
Среди прочих наград Ховен имел ордена:
- Орден Святого Георгия IV степени № 5384, за беспорочную выслугу 25 лет в офицерских чинах, 6 (18) декабря 1836 года
- Орден Белого Орла, 1867 год
- Орден Святого Владимира II степени, 1850 год
- Орден Святой Анны I степени, 1840 год
  - Императорская корона к ордену Святой Анны I степени пожалована в 1844 году
- Орден Святого Станислава I степени, 1838 год
- Орден Святого Владимира III степени, 1831 год
- Орден Святой Анны III степени с бантом, 1828 год
- Золотая шпага с надписью «За храбрость», 1829 год
- Медаль «За турецкую войну».
- Знак отличия беспорочной службы за XXX, XXXV, XL и L лет.
- Бриллиантовый перстень, 1821 год

## Семья
Предком считается Ламберт фон дер Ховен (Lambert van der Hoeven), попавший в 1394 году в плен к Мюнстерскому князю-епископу. В 1467 году Гейне фон дер Ховен (Heyne van der Hove) поселился в Курляндии. 17 октября 1620 года род внесён в матрикул курляндского дворянства.
- Отец — Отто Кристофер фон дер Ховен (19 (30) октября 1760 года— 7 (19) мая 1814 года)
- Мать — София Элизабет фон Бистрам
  - Брат Херманн Георг (Егор Христофоровия) фон дер Ховен (4 (15) апреля 1789 года— 21 января (2 февраля)  1868 года), полковник
    - Племянник Василий Егорович Ховен (6 (18) августа 1824 года— 9 (21) февраля 1889 года), контр-адмирал
    - Племянник Николай Егорович Ховен (2 (14) ноября 1836 года— 10 (23) декабря 1906 года), генерал-лейтенант
- Жены:
  - с 29.01.1831 - Сибилла Иоанна (Жанетта) Кристина фон Шредерс, дочь курляндского помещика.
  - с 22.08.1858 - Иоанна Амалия Доротея Генриэтта Мария фон Шредерс.
- Дети (от первой жены):
  - Елизавета (1831 — ?),
  - Николай (Николай-Георгий-Герман, 1835 — ?) — служил в Гродненском лейб-гвардии гусарском полку,
  - Александр (1840 — ?),
  - Вильгельмина (1843 — ?).